# Agrostis grandis
Agrostis grandis é uma espécie de gramínea do gênero Agrostis, pertencente à família Poaceae.